# Julius Arigi
Julius Arigi (3. října 1895, Děčín – 1. srpna 1981, Seewalchen am Attersee) byl s 32 uznanými sestřely rakouským stíhacích esem první světové války, druhým nejúspěšnějším v jednotkách k.u.k. Luftfahrtruppen.

## Život
Pocházel z Čech, narodil se v Děčíně a dětství prožil v Mariánských Lázních. V sedmnácti letech odešel do Vídně, aby se zde 5. října 1913 dobrovolně přihlásil ke k.u.k. Luftschifferabteilung. Pozemní výcvik absolvoval u Festungsartillerieregiment Nr.1 ve Vídni, letecký ve Fischamend.
23. listopadu 1914 obdržel pilotní osvědčení. Poté byl převelen k Fliegerkompanie 6 na Balkán.
Po skončení první světové války odešel do Československa a založil v roce 1919 leteckou společnost Ikarus. V roce 1934 se z Československa odstěhoval do Berlína a následně do Rakouska a v roce 1936 získal rakouské státní občanství. Zde založil spolu s Benno Fialou von Fernbrugg továrnu na výrobu letadel Wiener Neustädter Flughafenbetriebs GmbH.
Po Anšlusu Rakouska Německou říší byl Arigi v roce 1938 zatčen, ale po čtyřech dnech propuštěn. V hodnosti Hauptmann (kapitán) byl přijat do německé Luftwaffe a stal se instruktorem v Jagdfliegerschule 5 (škola pro stíhací piloty) ve Schwechatu. Mezi jeho nejznámější žáky patřili Walter Nowotny a Hans-Joachim Marseille.